# Theophanoplatz

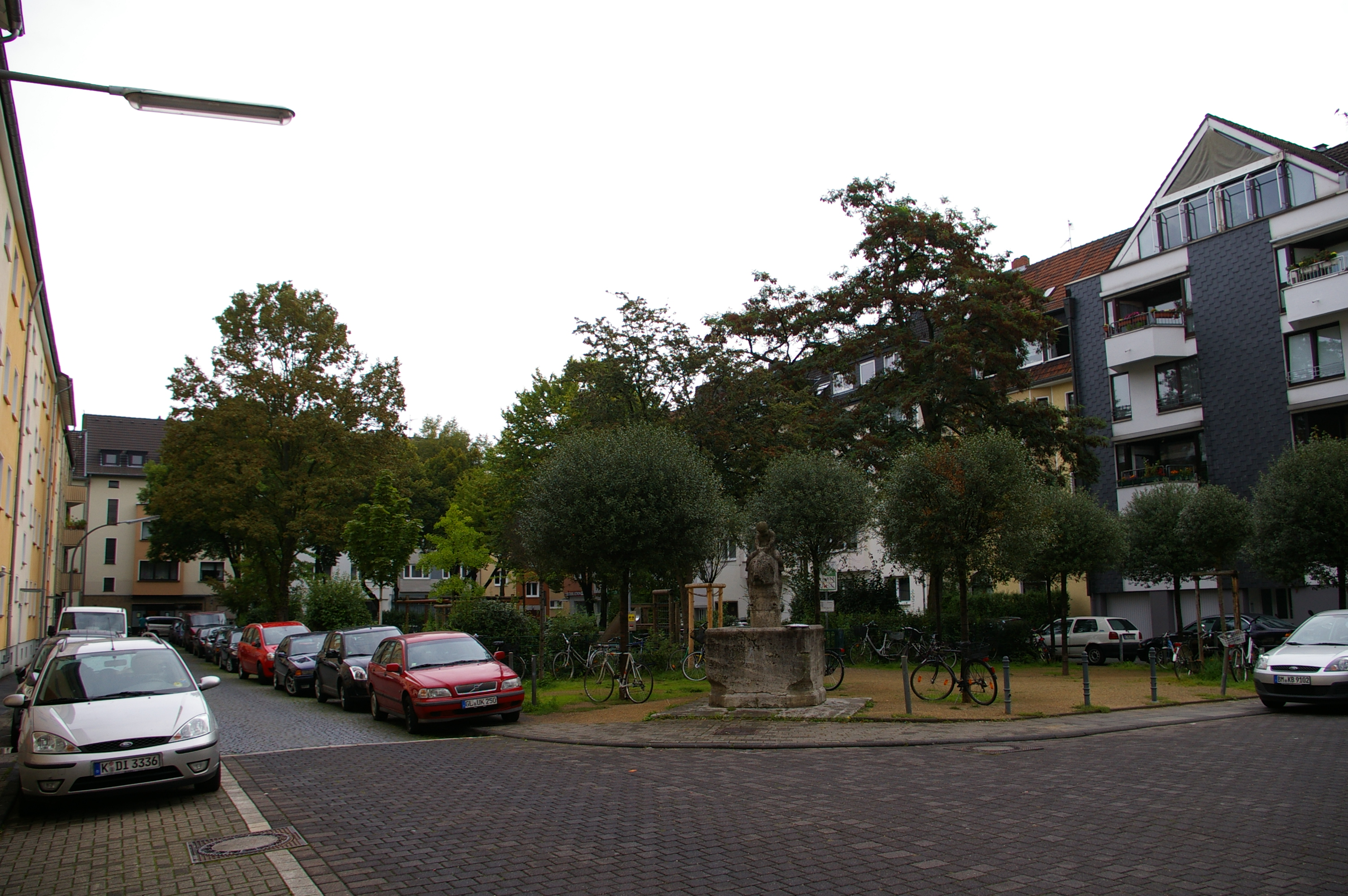
Theophanoplatz mit Fischreiterbrunnen

Der Theophanoplatz im Kölner Stadtteil Zollstock ist eine unter Denkmalschutz stehende Grünanlage.
Der kleine Park wurde 1910 beim Ausbau der Theophanostraße als Schmuckanlage mit Brunnen angelegt. Der Entwurf stammt von Gartenarchitekt Fritz Encke, der als königlicher Gartenbaudirektor und Kölns städtischer Gartendirektor auch zahlreiche andere Parkanlagen und Plätze in Köln entwarf.
Die Grünanlage wurde gärtnerisch mit Hecken, Stauden und Blumen gestaltet. Auf dem Platz steht auch der Jahre später erbaute Fischreiterbrunnen von Georg Grasegger, der ebenfalls unter Denkmalschutz steht. Später wurden in der Mitte der Grünfläche Spielgeräte aufgestellt und der Platz wurde zu einem Spielplatz umgestaltet.
Benannt sind der Theophanoplatz und die Theophanostraße nach Theophano, der Frau Ottos II. und Kaiserin des römisch-deutschen Reiches.